# Yamaha YM2608

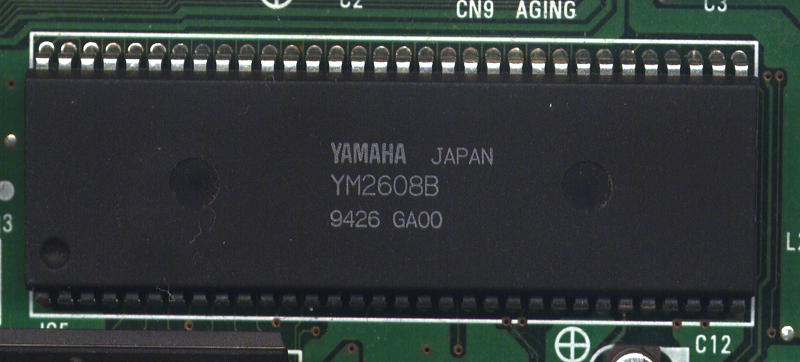
Yamaha YM2608

El YM2608, también conocido como OPNA, es un chip de sonido de dieciséis canales desarrollado por Yamaha. Es un miembro de la familia OPN de chips de síntesis de sonido de Yamaha y además es el sucesor del YM2203. Se utilizó principalmente en ordenadores de la serie PC-9801/PC-8801 de NEC.
El YM2608 consta de cuatro módulos internos:
- Sonido FM, 6 canales de síntesis FM basados en el chip YM2203 con capacidad de síntesis vocal.
- Sonido SSG, una implementación completa del Yamaha YM2149/SSG, una variante del popular AY-3-8910/PSG que genera tres canales de onda cuadrada y un canal de ruido.
- Sonido ADPCM, un canal de sonido digitalizado en formato ADPCM de 8 bits y frecuencia de muestreo de 2-16 kHz.
- Fuente de sonidos de ritmo, un sistema de seis canales ADPCM capaz de reproducir muestras con sonidos de batería contenidos en una ROM interna.

El módulo de Sonido FM incluye seis canales simultáneos de síntesis FM de cuatro operadores por canal, con dos generadores programables de interrupción por temporizador y un LFO. Hay ocho algoritmos de enrutamiento de los operadores (para obtener diferentes tipos de sonido según la función de portadora o moduladora que ejerza cada operador y la ruta de la señal). Además, dispone de un modo especial que permite a estos canales FM actual como un sintetizador de voz (modo CSM).
El SSG (acrónimo de Software-controlled Sound Generator o Generador de Sonido controlado por Software) es el YM2149, también conocido como PSG, un chip muy común en juegos de máquina recreativa y ordenadores domésticos de 8 bits como el MSX o el Amstrad CPC. Dicho chip implementa también dos puertos GPIO 8 bits de propósito general.
El YM2608 se suele implementar en conjunto con un DAC estéreo YM3016.
El YMF288, también conocido como OPN3, es un chip derivado del YM2608 utilizado en modelos más tardíos de ordenadores NEC PC-9801. Carece de los puertos GPIO y elimina otras funcionalidades como el modo CSM y el canal de ADPCM (que sustituye por un canal de ruido programable). Como mejora, reduce los tiempos de acceso a los puertos I/O y ofrece un modo Stand by de bajo consumo. El encapsulado del YMF288 es más pequeño que el del YM2608 original.